# Cooney Weiland
Ralph "Cooney" Weiland, född 5 november 1904 i Seaforth, Ontario, död 3 juli 1985, var en kanadensisk professionell ishockeyspelare och ishockeytränare. Cooney Weiland spelade i NHL för Boston Bruins, Ottawa Senators och Detroit Red Wings åren 1928–1939.
Weiland vann Stanley Cup med Boston Bruins säsongerna 1928–29 och 1938–39. Säsongen 1929–30 vann han NHL:s poängliga med 73 poäng på 44 matcher.
Efter spelarkarriären tränade Weiland Boston Bruins under två säsonger och vann Stanley Cup med laget i den positionen säsongen 1940–41.
Weiland valdes in i Hockey Hall of Fame 1971.

## Statistik
| 1925–26    | Minneapolis Millers | CHL        | 26  | 10  | 4   | 14  | 20  | —  | —  | —  | —  | —  |
| 1926–27    | Minneapolis Millers | AHA        | 36  | 21  | 2   | 23  | 30  | —  | —  | —  | —  | —  |
| 1927–28    | Minneapolis Millers | AHA        | 40  | 21  | 5   | 26  | 34  | —  | —  | —  | —  | —  |
| 1928–29    | Boston Bruins       | NHL        | 40  | 11  | 7   | 18  | 16  | 5  | 2  | 0  | 2  | 2  |
| 1929–30    | Boston Bruins       | NHL        | 44  | 43  | 30  | 73  | 27  | 6  | 1  | 5  | 6  | 2  |
| 1930–31    | Boston Bruins       | NHL        | 44  | 25  | 13  | 38  | 14  | 5  | 6  | 3  | 9  | 2  |
| 1931–32    | Boston Bruins       | NHL        | 47  | 14  | 12  | 26  | 20  | —  | —  | —  | —  | —  |
| 1932–33    | Ottawa Senators     | NHL        | 48  | 16  | 11  | 27  | 4   | —  | —  | —  | —  | —  |
| 1933–34    | Ottawa Senators     | NHL        | 9   | 2   | 0   | 2   | 4   | —  | —  | —  | —  | —  |
|            | Detroit Red Wings   | NHL        | 39  | 11  | 19  | 30  | 6   | 9  | 2  | 2  | 4  | 4  |
| 1934–35    | Detroit Red Wings   | NHL        | 48  | 13  | 25  | 38  | 10  | —  | —  | —  | —  | —  |
| 1935–36    | Boston Bruins       | NHL        | 48  | 13  | 14  | 27  | 15  | 2  | 1  | 0  | 1  | 2  |
| 1936–37    | Boston Bruins       | NHL        | 48  | 6   | 9   | 15  | 6   | 3  | 0  | 0  | 0  | 0  |
| 1937–38    | Boston Bruins       | NHL        | 48  | 11  | 12  | 23  | 16  | 3  | 0  | 0  | 0  | 0  |
| 1938–39    | Boston Bruins       | NHL        | 47  | 7   | 9   | 16  | 9   | 12 | 0  | 0  | 0  | 0  |
| NHL totalt | NHL totalt          | NHL totalt | 510 | 173 | 160 | 333 | 147 | 45 | 12 | 10 | 22 | 12 |

### Tränare
M = Matcher, V = Vinster, F = Förluster, O = Oavgjorda, P = Poäng
| Lag           | Säsong     | Grundserie | Grundserie | Grundserie | Grundserie | Grundserie | Grundserie | Slutspel            |
| Lag           | Säsong     | M          | V          | F          | O          | P          | Resultat   | Resultat            |
| ------------- | ---------- | ---------- | ---------- | ---------- | ---------- | ---------- | ---------- | ------------------- |
| Boston Bruins | 1939–40    | 48         | 31         | 12         | 5          | 67         | 1:a i NHL  | Förlust i semifinal |
| Boston Bruins | 1940–41    | 48         | 27         | 8          | 13         | 67         | 1:a i NHL  | Vann Stanley Cup    |
| NHL totalt    | NHL totalt | 96         | 58         | 20         | 18         |            |            |                     |

## Meriter
- Stanley Cup – 1928–29 och 1938–39 som spelare i Boston Bruins. 1940–41 som tränare för Boston Bruins.
- Vinnare av NHL:s poängliga – 1929–30, 73 poäng
- Vinnare av NHL:s målliga – 1929–30, 43 mål[5]